# L'ora dell'ormai
L'ora dell'ormai è un album in studio del cantautore italiano Bobo Rondelli, pubblicato il 15 ottobre 2011.

## Descrizione
Nel 2012 L'ora dell'ormai vince il Premio Lunezia Canzone d'Autore per il valore Musical-Letterario dell'Album.
Nel film L'innocenza di Clara Bobo Rondelli, che interpreta il personaggio Marco, canta il brano Per amarti.

## Tracce
1. Per amarti – 3:24
2. L'albero – 2:47
3. La giostra – 3:00
4. Canto di un padre – 2:26
5. Sporco denaro – 2:12
6. Angelo azzurro – 3:12
7. Livorno nocturne – 3:59
8. Bambina mia – 3:18
9. Franco Loi – 0:48
10. Si a me delle donne – 2:09
11. Tu mi fai cantare – 2:50
12. Blu – 2:07
13. L'ora dell'ormai – 3:44